# Världsmästerskapet i bandy för damer 2012
Världsmästerskapet i bandy för damer 2012 spelades i Irkutsk, Ryssland mellan den 23 och 26 februari 2012. Det var det sjätte världsmästerskapet i bandy för damer sedan starten 2006, och första gången som turneringen avgjordes i Ryssland. Sverige tog sitt sjätte raka VM-guld efter finalseger över värdnationen Ryssland med 5-3, medan Finland tog bronset efter 4-1-seger mot Kanada.

## Deltagande länder
- Finland
- Kanada
- Norge
- Ryssland
- Sverige
- USA

## Gruppspel
Spelsystem
De sex nationerna som var med i VM mötte varandra alla en gång var, därefter gick de fyra bästa vidare till semifinal medan femman och sexan spelade om plats fem och sex. I gruppspelet samt semifinalerna avgjordes matcher under 2x30 minuters speltid medan medaljmatcherna och match om femte plats avgjordes under 2x45 minuter. Oavgjorda matcher avgjordes via straffar, enbart för att kunna skilja lagen åt om de hamnade på samma slutpoäng i serien. Seger i en match gav två poäng, oavgjort gav en poäng och förlust gav en poäng.
| Datum            | Tid UTC+8 | Match              | Resultat | Arena            |
| ---------------- | --------- | ------------------ | -------- | ---------------- |
| 23 februari 2012 | 10:00     | Ryssland - Kanada  | 4 - 0    | Trud Stadion     |
| 23 februari 2012 | 10:00     | Finland - Sverige  | 1 - 7    | Record Stadion   |
| 23 februari 2012 | 12:00     | Norge - USA        | 2 - 1    | Trud Stadion     |
| 23 februari 2012 | 18:00     | Sverige - Ryssland | 3 - 2    | Trud Stadion     |
| 23 februari 2012 | 19:00     | Kanada - Norge     | 2 - 1    | Record Stadion   |
| 23 februari 2012 | 20:00     | Finland - USA      | 7 - 0    | Trud Stadion     |
| 24 februari 2012 | 10:00     | Norge - Finland    | 2 - 3    | Trud Stadion     |
| 24 februari 2012 | 12:00     | Kanada - Sverige   | 0 - 8    | Record Stadion   |
| 24 februari 2012 | 12:00     | Ryssland - USA     | 8 - 0    | Trud Stadion     |
| 24 februari 2012 | 18:00     | Ryssland - Norge   | 4 - 0    | Trud Stadion     |
| 24 februari 2012 | 18:00     | Sverige - USA      | 10 - 0   | Record Stadion   |
| 24 februari 2012 | 20:00     | Kanada - Finland   | 1 - 5    | Trud Stadion     |
| 25 februari 2012 | 11:00     | Finland - Ryssland | 1 - 3    | Trud Stadion     |
| 25 februari 2012 | 11:00     | Sverige - Norge    | 7 - 0    | Record Stadion   |
| 25 februari 2012 | 11:00     | Kanada - USA       | 1 - 0    | Stroitel Stadion |

| Lag      | M | V | O | F | GM | IM | +/- | P  |
| -------- | - | - | - | - | -- | -- | --- | -- |
| Sverige  | 5 | 5 | 0 | 0 | 35 | 3  | +32 | 10 |
| Ryssland | 5 | 4 | 0 | 1 | 21 | 4  | +17 | 8  |
| Finland  | 5 | 3 | 0 | 2 | 17 | 13 | +4  | 6  |
| Kanada   | 5 | 2 | 0 | 3 | 4  | 18 | -14 | 4  |
| Norge    | 5 | 1 | 0 | 4 | 5  | 17 | -12 | 2  |
| USA      | 5 | 0 | 0 | 5 | 1  | 28 | -27 | 0  |

## Slutspelet
| Datum                | Tid UTC+8 | Match              | Resultat | Arena        |
| -------------------- | --------- | ------------------ | -------- | ------------ |
| Semifinaler          |           |                    |          |              |
| 25 februari 2012     | 17:00     | Ryssland - Finland | 10 - 1   | Trud Stadion |
| 25 februari 2012     | 19:00     | Sverige - Kanada   | 7 - 0    | Trud Stadion |
| Match om femte plats |           |                    |          |              |
| 26 februari 2012     | 12:00     | Norge - USA        | 1 - 2    | Trud Stadion |
| Bronsmatch           |           |                    |          |              |
| 26 februari 2012     | 15:00     | Finland - Kanada   | 4 - 1    | Trud Stadion |
| Final                |           |                    |          |              |
| 26 februari 2012     | 18:00     | Ryssland - Sverige | 3 - 5    | Trud Stadion |

| Världsmästare: Sveriges sjätte VM-titel |

## Slutställning
| 1 | Sverige  |
| 2 | Ryssland |
| 3 | Finland  |
| 4 | Kanada   |
| 5 | USA      |
| 6 | Norge    |

### Fotnoter
1. ↑  Erik Jonsson (26 februari 2012). ”Svenskt VM-guld i Sibirien!”. Svenska bandyförbundet. Arkiverad från originalet den 5 februari 2017. https://web.archive.org/web/20170205095844/http://www.svenskbandy.se/LANDSLAG/DAMLANDSLAGET/SASONGEN201112/Nyheter201112/SVENSKTVM-GULDISIBIRIEN. Läst 4 februari 2017.